# Tuntutuliak
Tuntutuliak é uma Região censo-designada localizada no estado americano de Alasca, no Condado de Berrien.

## Demografia
Segundo o censo americano de 2000, a sua população era de 370 habitantes.

## Geografia
De acordo com o United States Census Bureau, a localidade tem uma área de 309,2 km², dos quais 308,8 km² cobertos por terra e 0,4 km² cobertos por água.

## Localidades na vizinhança
O diagrama seguinte representa as localidades num raio de 64 km ao redor de Tuntutuliak.